# Volvo PV36 Carioca
Volvo PV36 Carioca - легковий автомобіль, що випускався шведською компанією Volvo з 1935 по 1938 рік.

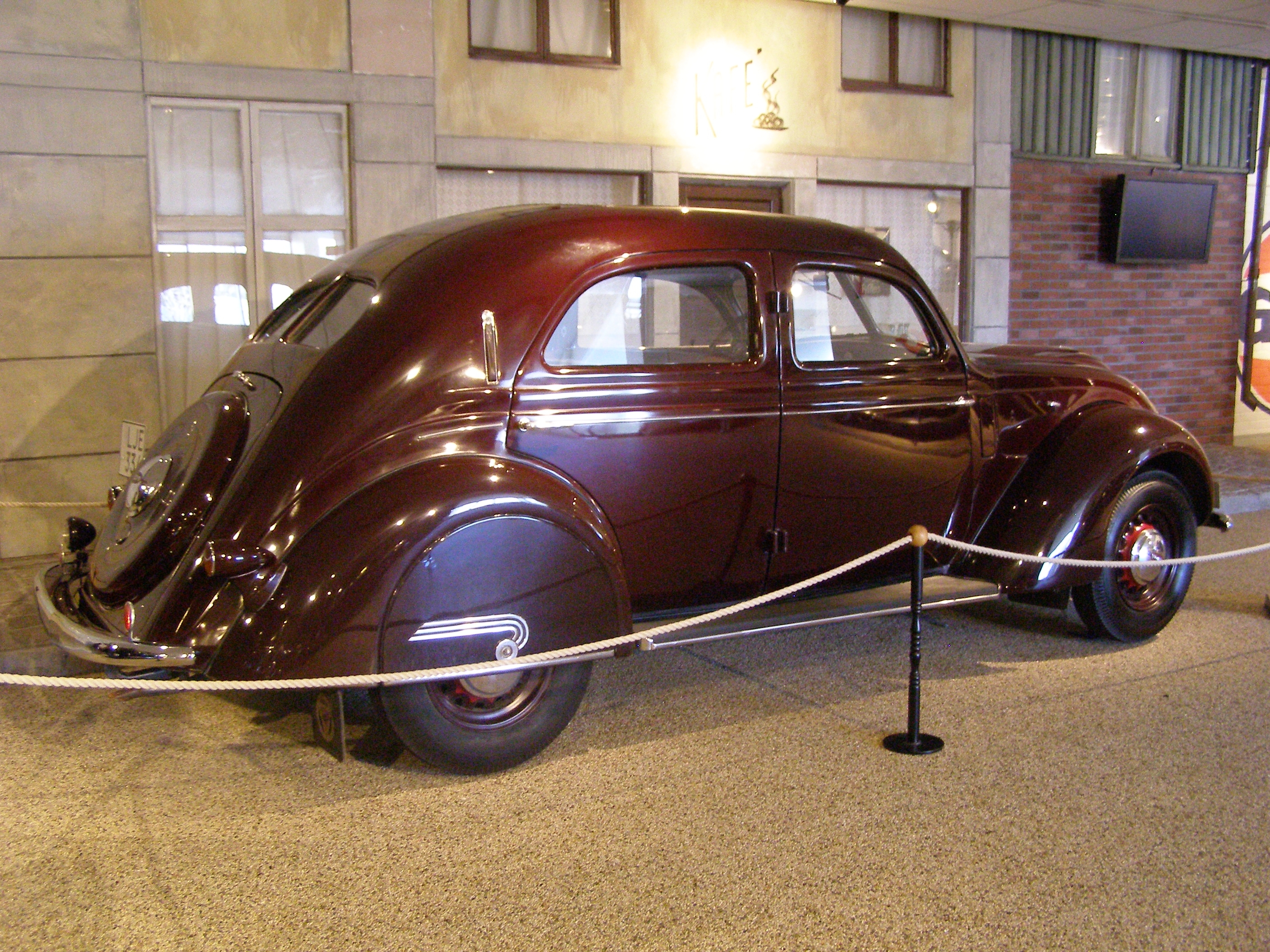

Наслідуючи загальну тенденцію розвитку легкових автомобілів 1930-х, компанія Volvo в 1935 році представила нову, модно виглядала модель PV36, частіше відому як Carioca. Каріока - це прізвисько жителів Ріо-де-Жанейро і всього веселого і життєрадісного, що пов'язане з цим містом.
Візуально автомобіль був стилізований подібно до надзвичайно сучасних Chrysler Airflow і Hupmobile Model J Aero-dynamic. На стиль Volvo сильно вплинули північноамериканські тенденції автомобільного дизайну 1930-х і 1940-х років, багато старших інженерів компанії раніше працювали в автомобільній промисловості США.
Автомобіль мав дуже міцний суцільнометалевий кузов, який добре захищав пасажирів, що перебували всередині, що було перевірено декількома зафіксованими аваріями. Рядний шестициліндровий нижневальний двигун потужністю 80 к.с. розганяв модель до швидкості 120 кілометрів на годину. Попереду у автомобіля використовувалася незалежна пружинна підвіска на поздовжніх важелях.
Усього було виготовлено 500 седанів і один чудовий кабріолет, створений у кузовній майстерні Густава Норберга (швед. Gustaf Nordbergs Vagnfabrik AB).

## Двигуни
- 3,670 см3 (3.7 L) EC I6 80 к.с.